# Richard Myler
Pour les articles homonymes, voir Myler.

a Compétitions nationales et continentales officielles uniquement.

b Matchs officiels uniquement.
Richard Myler, né le 21 mai 1990, est un joueur de rugby à XIII anglais évoluant au poste de demi de mêlée dans les années 2000. Il a été sélectionné en sélection anglaise participant au tournoi des Quatre Nations 2009, équipe nationale pour laquelle il est sélectionné à nouveau en 2018.
En club, il a fait ses débuts à Widnes avant de rejoindre Salford puis Warrington. En 2017, il part à l'étranger et signe pour deux ans aux Dragons catalans avant de revenir en Angleterre à Leeds en 2018.

## Palmarès
- Collectif :
  - Vainqueur de la Challenge Cup : 2010[2], 2012 (Warrington Wolves) et 2020 (Leeds).
  - Finaliste de la Super League : 2012 et 2013 (Warrington Wolves).

- Individuel :
  - Élu meilleur joueur de la finale de la Challenge Cup : 2020 (Leeds).